# Максвел Андерсон
Максвелл Андерсон (англ. Maxwell Anderson; 15 грудня 1888, Атлантик, Пенсільванія — 28 лютого 1959, Стамфорд, Коннектикут) — американський драматург і теоретик театру.

## Біографія
Андерсон народився в багатодітній сім'ї (він був старшим з 8 дітей) лісоруба. Пізніше його батько, Вільям Лінкольн Андерсон, працював пожежним на залізниці і баптистським проповідником. У зв'язку з цим родині доводилося часто змінювати місце проживання. Андерсони жили бідно і голодно, Максвеллу вже в 13 років довелося йти працювати на ферми. Вчитися виходило уривками, хлопчик відвідував близько 10 шкіл у різних місцях Середнього Заходу, проте книги читав дуже часто.
Відхиливши пропозицію батька піти по його стопах і стати духовною особою, Максвелл в 1908 році вступає в університет Північної Дакоти, в містечку Гранд-Форкс. Тут він уперше побачив театральну виставу. Грали ібсенівську «Гедду Габлер», роль якої виконувала чудова російська актриса Алла Назімова. По закінченні університету Андерсон одружується і викладає протягом 2 років англійську мову і літературу в школі містечка Мінневокан, а потім в Сан-Франциско, де паралельно з викладанням продовжує навчання в Стенфордському університеті, по закінченні якого отримує ступінь магістра в галузі англійської літератури. В цей час він публікує в журналах свої перші статті та вірші.
Восени 1917 року майбутній письменник отримує місце викладача в каліфорнійському коледжі Віттера, однак внаслідок зайнятої ним твердої позиції пацифіста в умовах вступу США у війну у Європі зазнав цькування з боку керівництва коледжу і був звільнений. Потім працював у редакціях газети «Сан-Франциско Кронікл», нью-йоркських «Нью Ріпаблік» і «Нью-Йорк Ворлд». В останній крім усього іншого був відповідальний за театральну рубрику, і це визначило майбутню діяльність Максвелла. У 1920 році він пише свою першу, віршовану п'єсу «Біла пустеля». У 1923 році п'єса була поставлена, мала середній успіх — але завдяки їй на автора звернув увагу Лоренс Столлінг — журналіст, колега Андерсона з «Нью-Йорк Ворлд», який запропонував Максвеллу разом з ним написати антивоєнну п'єсу і став співавтором кількох його драм. Поставлена в Нью-Йорку восени 1924 року п'єса «Ціна слави» викликала скандал, мерія Нью-Йорка збиралася подати на авторів в суд, однак глядачі сприйняли спектакль захоплено, «Ціна слави» витримала понад 400 виступів і зробила своїх авторів знаменитими.
Дві наступні п'єси, написані Андерсоном спільно з Столлінгом, успіху не мали, і їх творчий дует розпався. Однак створена ним у 1927 році комедія «Діти суботи» і, особливо, написана разом з Гарольдом Хікерсоном драма «Громовержці», присвячена судовому процесу, невинно засуджених на смерть робітників-революціонерів Сакко і Ванцетті, які були вельми успішними. «Громовержці», показали розправу держави над революціонерами-анархістами, передбачили появу соціальних п'єс лівих американських драматургів у 30-ті роки XX століття.
На самому початку 20-х років Андерсон купує поблизу містечка Нью-Сіті ділянку землі з фермою, де селиться і багато працює. Він створює в тому числі й історичні драми — «Королева Єлизавета», «Марія Шотландська», «Веллі Фордж». У 1933 році з'являється п'єса «Обидва ваші будинки», їдка сатира на звичаї в американському Конгресі, за яку Андерсон був удостоєний Пулітцерівської премії. У 1935 році ставиться його трагедія «Воцаріння зими», яка стала другою частиною «Громовержців» і удостоєна в тому ж році Премії гуртка театральних критиків (за 1935/36 рік). Другий раз цієї премії Андерсон удостоєний за п'єсу «Хай Тор» (за 1936/37 рік).
У 1933 році в США приїжджає емігрував з нацистської Німеччини композитор Курт Вайль, з яким у Андерсона встановлюються дружні відносини. Спільно вони створюють у 1935 році музичну комедію «Свято голландських поселенців». До 1954 році «Вереснева пісенька» з цієї комедії принесла драматургу грошей більше, ніж всі його п'єси, разом узяті.
Під час Другої світової війни Андерсон займає іншу позицію, ніж у 1917 році. Про необхідність боротьби й перемоги над нацизмом він пише у п'єсах «Напередодні дня святого Марка» (1942) і, особливо, у «Свічці на вітрі» (1941), дія якої відбувається в окупованій Франції.
У післявоєнний період драматург пише кілька історичних драм — «Жанна Лотаринзька» (про Жанну Д'Арк), «Тисяча днів Анни Болейн», «Босоногий в Афінах» (про останні місяці життя Сократа). Останню трагедію автор писав більше 6 років і покладав на неї особливі надії. Тому театральний провал «Босоногого» сприйняв з нерозумінням і обуренням. Слідом за цим він пише і ставить на Бродвеї в 1954 році п'єсу-трилер «Погане насіння» (яку сам же називав халтурою), що мала гучний, хоч і скандальний успіх.
Андерсон був першим американським драматургом, який працював над теорією трагедії, і єдиним — якщо не вважати Артура Міллера, який випустив книгу «Трагедія і проста людина». В 1947 році виходить збірка Андерсона «В стороні від Бродвею. Нариси про театр» (Off Broadway, Essays about the Theater), в якій він узагальнює свій досвід драматурга, пише про роль театру в суспільстві.

## Вибрані п'єси
- «Біла пустеля», White Desert 1922
- «Ціна слави», What Price Glory 1924
- «Діти суботи», Saturday´s Children 1927
- «Громовержці», Gods of Lightning 1928
- «Королева Єлизавета», Elisabeth the Queen 1930
- «Марія Шотландська», Mary of Scotland 1933
- «Веллі Фордж», Valley Forge 1934
- «Обидва ваші будинки», Both Your Houses 1933
- «Воцаріння зими», Winterset 1935
- «Безкрила перемога», The Wingless Victory 1936
- «Маска королів», The Masque of Kings 1937
- «Зоряний корабель», The Star-Wagon 1937
- «Званий обід», The Feast of Ortolans 1937
- «Хай Тор», High Tor 1937
- «Свято голландських поселенців», Knickerbocker Holiday
- «Кей Ларго», Key Largo 1939
- «Свічка на вітрі», Candle in the Wind 1941
- «Напередодні дня святого Марка», The Eve of St.Mark 1942
- «Жанна Лотаринзька», Joan of Lorraine 1946
- «Тисяча днів Анни Болейн», Anne of the Touthand Days 1948
- «Загублені серед зірок», Lost in the Stars 1949
- «Босоногий в Афінах», Barefoot in Athens, 1951
- «Погане насіння», Bad Seet 1954.

## Робота у кіно
Максвелл Андерсон також працював у кіно. Його сценарій фільму На Західному фронті без змін по однойменному роману Ремарка (реж. Льюїс Майлстоун, 1930) номінувався на премію «Оскар». Багато з його творів були екранізовані відомими режисерами (Рауль Волш, Джон Форд, Джон Х'юстон, Рубен Мамулян та ін).